# Paramorphochelus seorsus
Paramorphochelus seorsus är en skalbaggsart som beskrevs av Marc Lacroix 1997. Paramorphochelus seorsus ingår i släktet Paramorphochelus och familjen Melolonthidae. Inga underarter finns listade i Catalogue of Life.